# Alcis atrostipata
Alcis atrostipata är en fjärilsart som beskrevs av Walker 1862. Alcis atrostipata ingår i släktet Alcis och familjen mätare. Inga underarter finns listade i Catalogue of Life.